# Compagnia Torino Spettacoli
La Compagnia Torino Spettacoli è una compagnia stabile di prosa e arti integrate con sede a Torino e attività sul territorio nazionale.

## Storia
La compagnia nasce negli anni '60 a Torino, voluta e creata da Giuseppe Erba grazie alla sua esperienza nel campo delle produzioni teatrali in Italia e nel mondo. A metà degli anni '90 si arricchisce grazie alla confluenza al suo interno della compagnia "Teatro Popolare di Roma", diretto da Adriana Innocenti e Piero Nuti.
Torino Spettacoli gestisce alcuni dei teatri storici del capoluogo piemontese, e in particolare Teatro Erba, Teatro Gioiello e Teatro Alfieri. La compagnia è stata dichiarata dal MIBACT Teatro stabile ad iniziativa privata.

## Spettacoli prodotti
Nel corso degli anni 2000 la compagnia ha prodotto circa trenta spettacoli. Ha realizzato la versione italiana di alcuni dei grandi gialli di Agatha Christie: Trappola per topi, Caffè nero per Poirot, Assassinio sul Nilo e La Tela del ragno. Le produzioni classiche che hanno spaziato tra Cicerone, Eschilo e Plauto. Tra gli autori moderni e contemporanei sono stati prodotti Antoine de Saint-Exupéry con Piccolo Principe e Anat Gov con Oh Dio mio!. Le produzioni classiche italiane comprendono Goldoni con "La Locandiera" e Pirandello con "L'uomo dal fiore in bocca". La realizzazione de "Il piccolo principe" è stata fatta con la collaborazione dei "Germana Erba's Talents" attori proventi dal liceo coreutico per danzatori e attori di Torino "Germana Erba". Forbici Follia è tra le produzioni comiche della compagnia di maggior successo.

## Attori che hanno collaborato con la compagnia
Arnoldo Foà, Adriana Innocenti, Piero Nuti, Pierpaolo Fornaro, Girolamo Angione, Nanni Garella, Enrico Fasella, Ugo Gregoretti, Giancarlo Zanetti, Enrico Groppali, Andrea Dosio, Miriam Mesturino, Daniel McVicar e Luigi Lunari.